# Caxixós
Os Kaxixós são um grupo indígena que habita o município brasileiro de Martinho Campos, no estado de Minas Gerais, mais precisamente na Terra Indígena Kaxixó.